# Izuogu Z-600
Der Izuogu Z-600 war ein Pkw-Modell aus Nigeria. Hersteller war der Ingenieur Ezekiel Izuogu. Izuogu Motors aus Naze im Bundesstaat Imo sollte das Fahrzeug in Serie produzieren.

## Beschreibung
Ezekiel stellte 1997 seinen Prototyp fertig. Dazu entwarf er einen Vierzylindermotor. Der Hubraum ist je nach Quelle mit 800 cm³ oder 1800 cm³ angegeben. Der Motor ist vorne im Fahrzeug montiert und treibt die Vorderräder an. Die Höchstgeschwindigkeit liegt bei 140 km/h.
Optisch ähnelt das Fahrzeug den beiden Pkw-Modelle Peugeot 504 und Renault 4. Das Fahrzeug sollte mit einem geplanten Preis von 2000 US-Dollar das billigste Automobil der Welt werden. Finanzielle und auch politische Hürden haben eine geplante Serienproduktion verhindert.
2005 wurden andere afrikanische Länder, darunter Südafrika, auf das Modell aufmerksam und machten Angebote, um dieses bei sich produzieren zu lassen. Doch scheiterten alle diese Verhandlungen.
Am 11. März 2006 verschafften sich bewaffnete Räuber Zutritt in die Fabrik und stahlen die Formen für die Motorblöcke,  Kurbelwellen, Kotflügel und andere Komponenten.